# Hans Ruprecht Hoffmann
Hans (Johannes) Ruprecht (Rupprecht) Hoffmann, auch Hans Ruprecht Hoffmann der Ältere genannt (* um 1543 in Worms; † 1616 in Trier) war ein deutscher Bildhauer- und Steinmetzmeister.

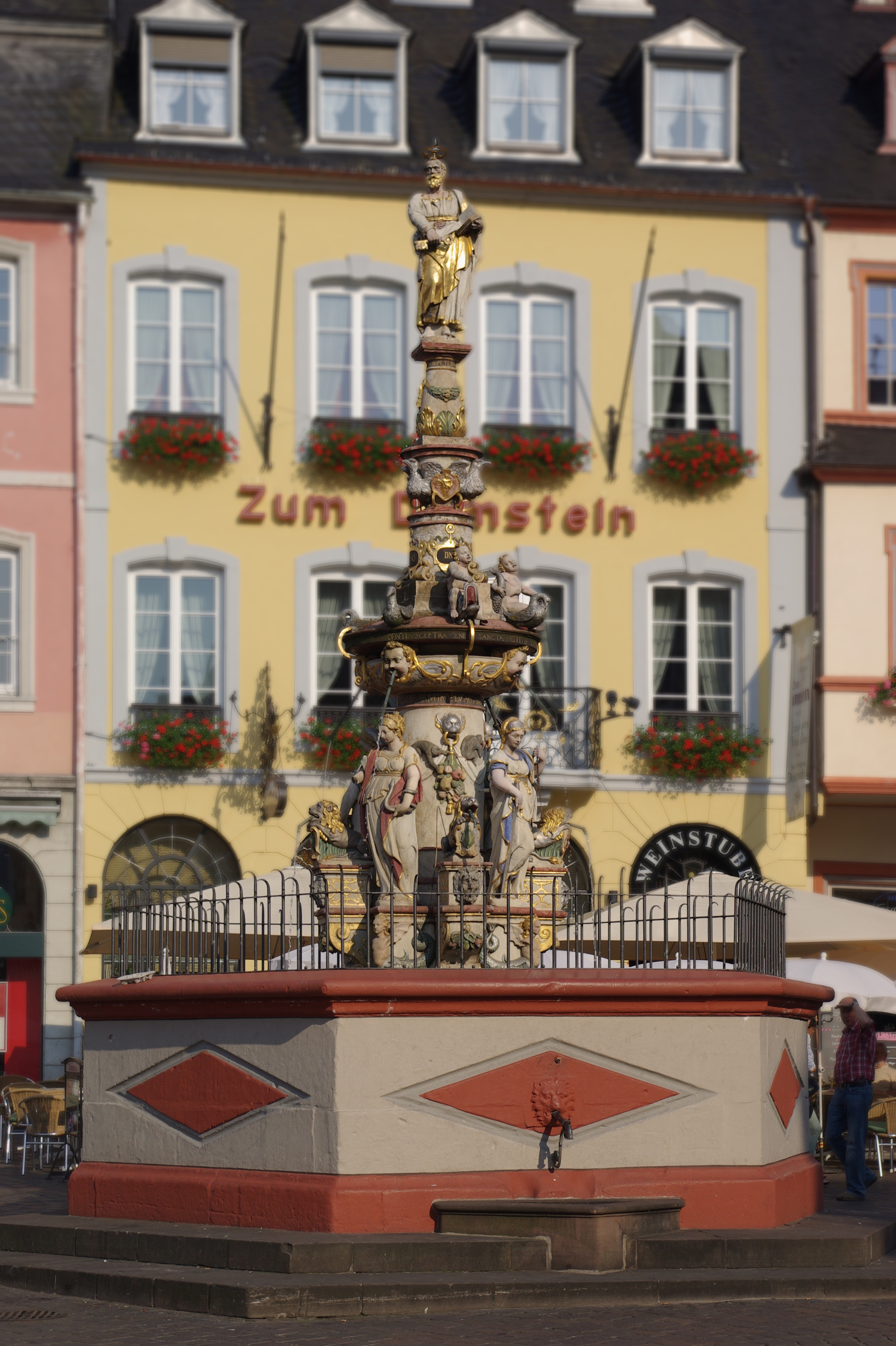
Petrusbrunnen, Hauptmarkt Trier

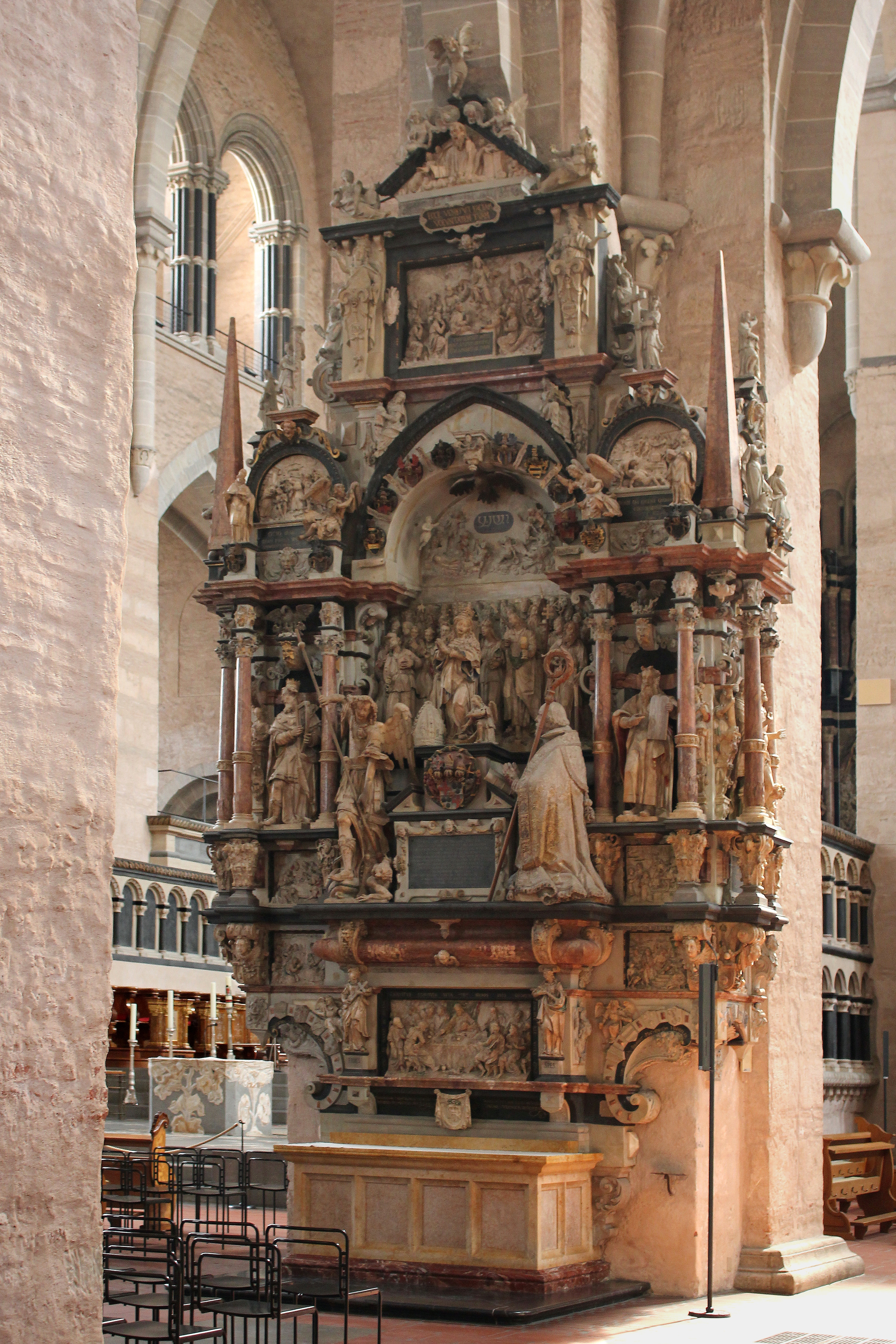
Allerheiligenaltar, Grabaltar Lothar von Metternichs

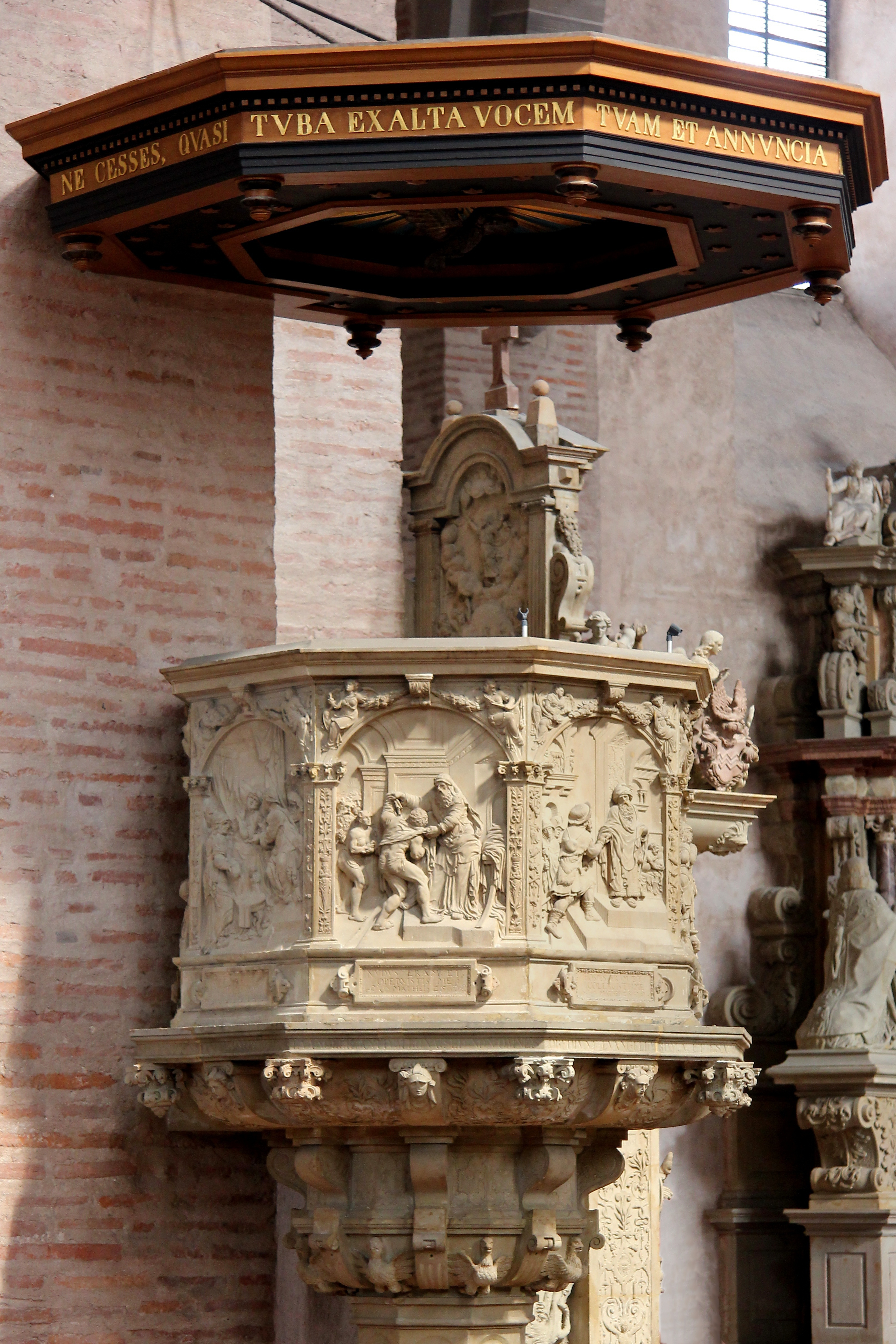
Kanzel des Trierer Doms mit den sieben Werken der Barmherzigkeit

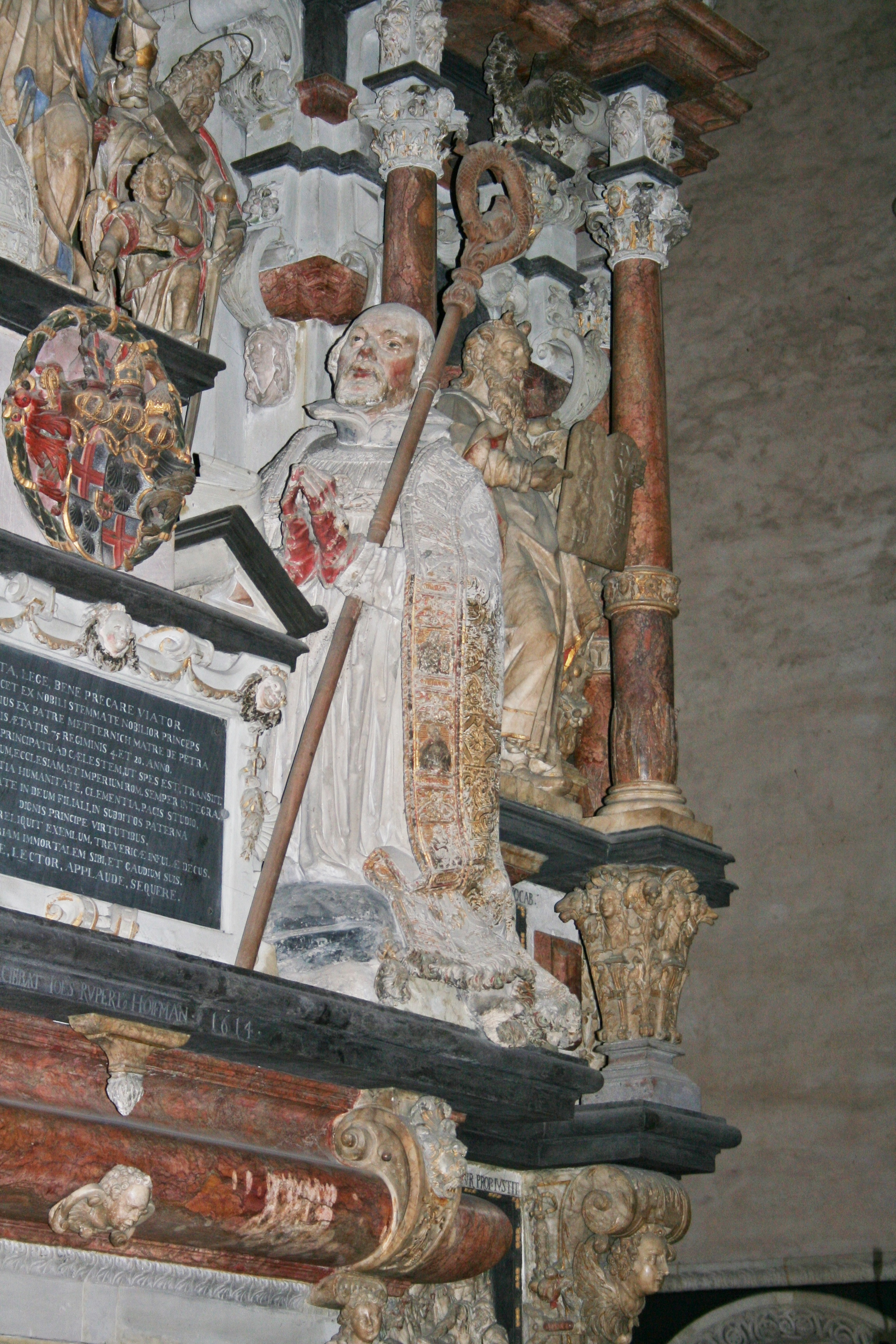
Detail vom Grabaltar des Bischofs Lothar von Metternich, im Trierer Dom; auf der dunklen Sockelleiste signiert: „Joes Rupert Hoffman, 1614“

## Leben
Hoffmann gibt 1593 in einer Anhörung an, dass er ungefähr 50 Jahre alt sei, aus Worms stamme und seine Bildhauerlehre bei Dietrich Schro in Mainz absolviert hätte. Wo er seine anschließenden Gesellenjahre verbracht hat, ist nicht vollständig sicher, möglicherweise bei Johann von Trarbach in Simmern. Eine Reise nach Antwerpen im Rahmen einer Gesellenwanderung wird mitunter angenommen, ist aber nicht gesichert. Um 1566 zog er nach Trier, wo sein Name in der Folge in verschiedenen städtischen Steuerlisten erscheint. Bereits 1581 wurde er zum Zunftmeister der Steinmetzzunft gewählt. Mit seiner ersten Ehefrau Katharina († vor 1582) hatte er mindestens 3 Kinder (Heinrich, Margarethe und Hugo). Die uneheliche Geburt seiner ersten Frau hatte zunächst seine Aufnahme in den Rat verhindert, die erst durch die persönliche Intervention von Erzbischof Johann von Schönenberg gelang. 1583 heiratete Hoffmann Anna Örthin († 1589) und 1590 als dritte Frau (Anna) Margaretha, Tochter des Theis Kochenbecker aus Cochem. Aus dieser Ehe ging der 1592 geborene Sohn Hans Heinrich († 1631) hervor. Eine vierte Eheschließung mit einer Anna Maria erfolgte wenige Jahre vor seinem Tod.
Ende Juni oder Anfang Juli 1616 starb Hans Ruprecht Hoffmann in Trier. Seine Werkstatt wurde von seinem Sohn Heinrich Hoffmann (1576–1623), der das qualitative Niveau allerdings nicht halten konnten, und dem weitaus begabteren Enkel Johann Ruprecht Hoffmann (Hans Ruprecht Hoffmann der Jüngere) weitergeführt.

## Werk
Hoffmanns besonderes Können beweist sich in seinen Portraitplastiken, die außergewöhnlich lebendig und physiognomisch überzeugend wirken, dabei präzise gearbeitet und von hoher handwerklicher Qualität sind. Er führte eine bedeutende Bildhauerwerkstatt, die von ihrer Gründung an sehr schnell an Bedeutung gewann und mit Erfolg wuchs. Das zeigt sich nicht nur an der Stellung der Auftraggeber, sondern auch daran, dass prominente Vertreter als Paten seiner Kinder oder als Trauzeugen bei seinen Ehen in Erscheinung treten.
Zu seiner Zeit war Hans Ruprecht Hoffmann der Hauptvertreter des nordalpinen Manierismus westlich des Rheins, besonders der Trierer Spät-Renaissance. Zu seinen künstlerischen Hauptwerken zählen Grabmäler, Epitaphien, Altarretabel, die Domkanzel und der Petrusbrunnen in Trier.
Hoffmann kombinierte stilistische Merkmale der Spätrenaissance mit denen des Floris-Stils, besonders im dekorativen Roll- und Beschlagwerk. Er nutzte dabei aber auch andere manieristische Elemente und entwickelte daraus seine ganz eigene künstlerische „Handschrift“. Diese mündete in seine Interpretation der spätmanieristischen Kunst, die deutlich den künftigen Stil der Barockzeit vorausnahm.
Der 1594/95 von Hoffmann geschaffene Petrusbrunnen steht im südlichen Bereich des Trierer Hauptmarkts. Auf seiner Spitze steht eine Figur des hl. Petrus als Stadtpatron Triers. Über einem sechseckigen Becken gruppieren sich die vier Kardinaltugenden (Iustitia, Fortitudo, Temperantia, Prudentia). Dazwischen befinden sich Tugendfiguren, Putten, Tiere (Gänse, Löwen, Delphine, Adler, Äffchen), das Stadtwappen und verschiedene Dekorelemente. Auch das Wappen des Bistums Trier (auf Silber ein rotes Kreuz) ist enthalten, darauf klein in der Mitte das Wappen des Bischofs Johann VII. von Schönenberg (auf Schwarz drei silberne Kreuze). Neben seiner Schmuckfunktion diente der Petrusbrunnen ursprünglich der Wasserversorgung und wurde von der Wasserleitung aus dem sogenannten Herrenbrünnchen gespeist. Erst seit der Anlage einer zentralen Wasserversorgung in Trier ist er bloß ein Zierbrunnen.
Die 1570 bis 1572 wohl im Auftrag des Trierer Domkapitels geschaffene Kanzel im Mittelschiff des Trierer Doms zeigt ein komplexes ikonographisches Bildprogramm (Werke der Barmherzigkeit, Weltgericht, Belehrung der Apostel am Ölberg, Evangelisten, fünf Sinne, Verkündigung an Maria, Geburt Christi, Auferstehung und Himmelfahrt Christi), das im Zusammenhang der sozial- und religionsgeschichtlichen Entwicklung in Trier im 16. Jahrhundert zu deuten ist. Die plastische Prominenz der Werke der Barmherzigkeit, die für die Ausstattung einer neuzeitlichen Kanzel ungewöhnlich war, lässt sich als künstlerische Rezeption des Trienter Konzils interpretieren (Lehre über das Verdienst guter Werke 1547 und 1551, Bilderdekret 1563).
1614 beauftragte der Trierer Kurfürst und Erzbischof Lothar von Metternich Hoffmann mit dem Allerheiligenaltar im südlichen Seitenschiff des Trierer Doms. Er sollte ihm als Grabaltar dienen. Dort wurde der Erzbischof 1623 bestattet.

## Werke
Hauptmarkt Trier:
- Petrusbrunnen (1595)

Hohe Domkirche St. Peter zu Trier:
- Domkanzel (1570–1572)[4]
- Kreuzgangaltar: Marmorrelief (1596, heute Bischöfliches Dom- und Diözesanmuseum Trier)
- Dreifaltigkeitsaltar (Grabaltar für Erzbischof Jakob III. von Eltz) (1597)
- Altar in der Alten Kirche von Sankt Aldegund an der Mosel (1601), restauriert
- Grabaltar für Erzbischof Johann von Schönenberg (Schonenburg) und Johannes-Evangelista-Altar (1602)
- Allerheiligenaltar (Grabaltar für Erzbischof Lothar von Metternich) (1614)

Liebfrauenkirche Trier:
- Grabaltar für Hugo von Schonenburg († 1581)

St. Antonius (Trier):
- Epitaph für Bürgermeister Cornelius Schott und Ehefrau (1607)

St. Gangolf (Trier):
- Sandsteinrelief „Verklärung Christi“ (um 1600)
- Marienaltar (1602/3)

Weitere Werke
- St. Peter und Paul, Eltville am Rhein: Epitaph des Philipp Frey von Dhern (gest. 1568), signiert HRH und bezeichnet 1571.[5]
- Sankt Salvator Basilika (Prüm): Steinkanzel (vor 1590)
- Öhringen (Württemberg): Epitaph für Eberhard von Hohenlohe-Waldenburg.

- Altäre für die Wallfahrtskirche Mariä Himmelfahrt (Girsterklause), heute in der Kapelle in Dickweiler
- Epitaph in St. Mauritius in Heimersheim/Ahr[6]

Verlorene Werke
- Justitiabrunnen, ehemals im Innenhof des Wittlicher Schlosses (1600)[7]

## Schule und Nachfolge
Aus der Werkstatt Hoffmanns gingen eine ganze Reihe von Bildhauern hervor, die teilweise namentlich greifbar sind, teilweise aber auch nur stilistisch unterschieden werden. Mit Namen bekannt sind neben seinen Söhnen auch die Bildhauer Jacob Conchardt, Conrad Haar, Frantz Kreuz und dessen Sohn Franz Cuno Kreuz. Sie alle haben Beziehungen zur Werkstatt von Hoffmann gehabt, doch sind ihre Arbeiten sowie der Einfluss, den Hoffmann auf sie ausübte, noch wenig erforscht. Ähnlich verhält es sich mit einer Vielzahl von bildhauerischen Werken im Gebiet des ehemaligen Erzbistums Trier, denen man eine stilistische Abhängigkeit attestiert und sie als "Hoffmann-Schule" oder "Hoffmann-Nachfolge" bezeichnet.